# Barbara Gansfuß
Barbara Gansfuß-Kojetinsky ist eine österreichische Journalistin.
Sie studierte an der Universität Wien (Diplomarbeit 1997). Derzeit ist sie stellvertretende Leiterin des Ressorts „Chronik“ der Radio-Information beim ORF. Sie verfasste u. a. Beiträge für Ö1 (Journale) und Ö3. 2012 erhielt sie den Concordia-Preis für Menschenrechte.